# К
К (К, к, ka) – 12. litera podstawowej cyrylicy. Jest zwykle przypisywana dźwiękowi [k]. Może ulegać jak Г palatalizacji ([kʲ]). Pochodzi od greckiej litery Κ.

## Kodowanie
| Znak                   | К                          | К                          | к                        | к                        |
| ---------------------- | -------------------------- | -------------------------- | ------------------------ | ------------------------ |
| Nazwa w Unikodzie      | Cyrillic Capital Letter Ka | Cyrillic Capital Letter Ka | Cyrillic Small Letter Ka | Cyrillic Small Letter Ka |
| Kodowanie              | dziesiątkowo               | szesnastkowo               | dziesiątkowo             | szesnastkowo             |
| Unicode                | 1050                       | U+041A                     | 1082                     | U+043A                   |
| UTF-8                  | 208 154                    | d0 9a                      | 208 186                  | d0 ba                    |
| Odwołania znakowe SGML | &#1050;                    | &#x041A;                   | &#1082;                  | &#x043A;                 |
| Macintosh Cyrillic     | 138                        | 8A                         | 234                      | EA                       |
| ISO 8859-5             | 186                        | BA                         | 218                      | DA                       |
| Windows-1251           | 202                        | CA                         | 234                      | EA                       |
| Code page 866          | 138                        | 8A                         | 170                      | AA                       |
| Code page 855          | 199                        | C7                         | 198                      | C6                       |
| KOI8-R i KOI8-U        | 235                        | EB                         | 203                      | CB                       |